# Collège des Quatre-Nations

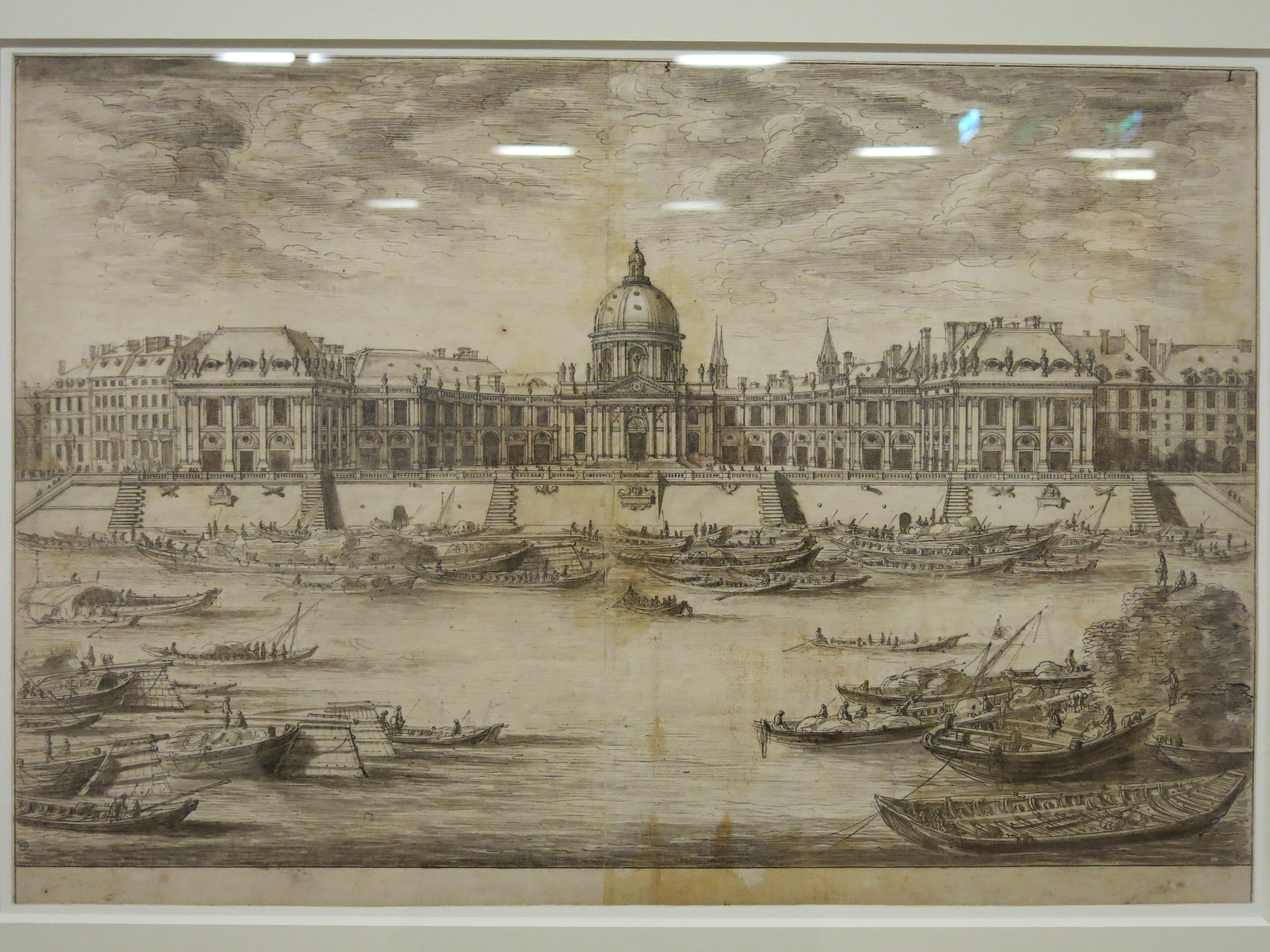
O Collège des Quatre-Nations. Calcografia de Israël Silvestre, c. 1670.

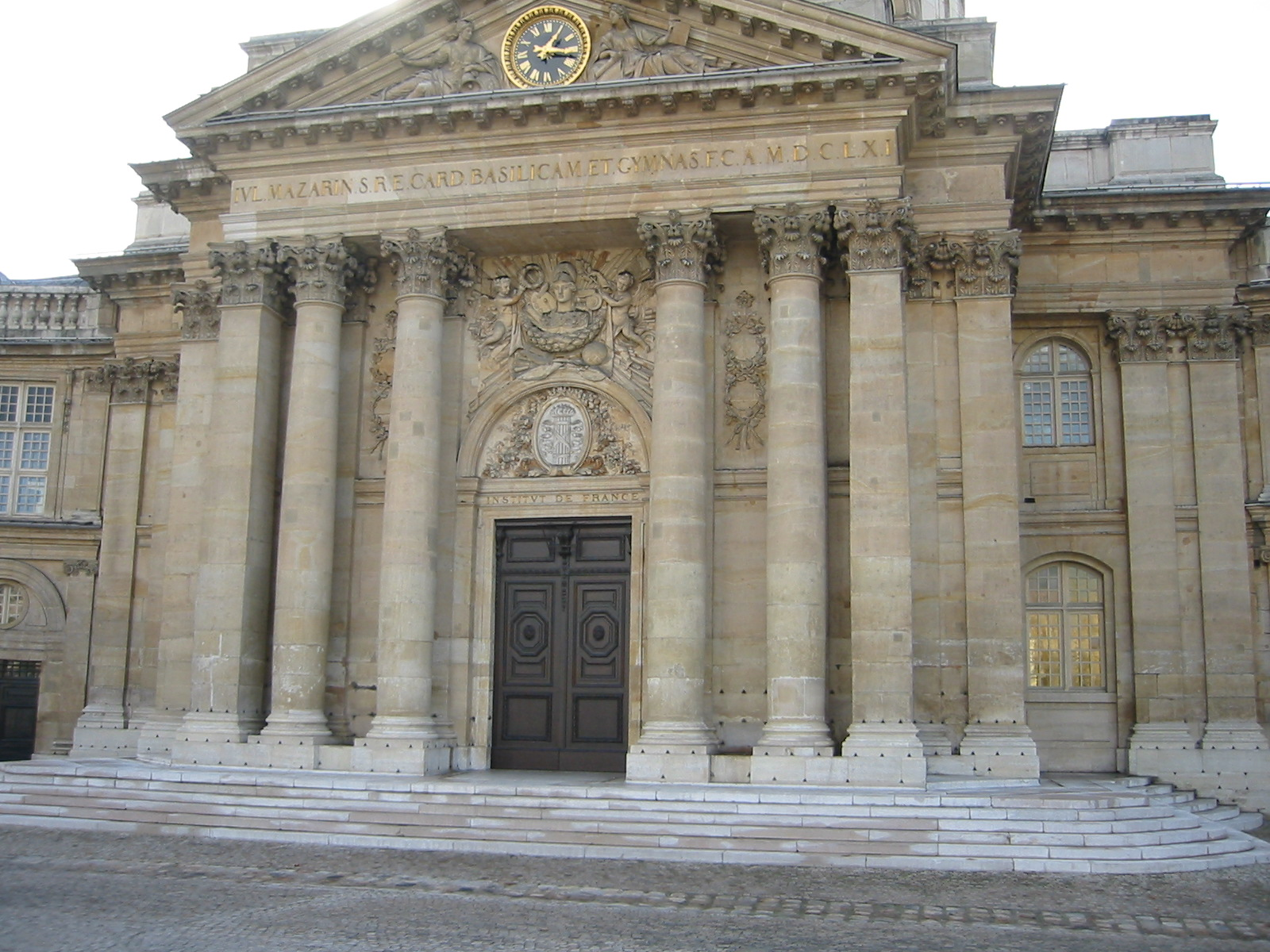
O Collège des Quatre-Nations
sede do Institut de France

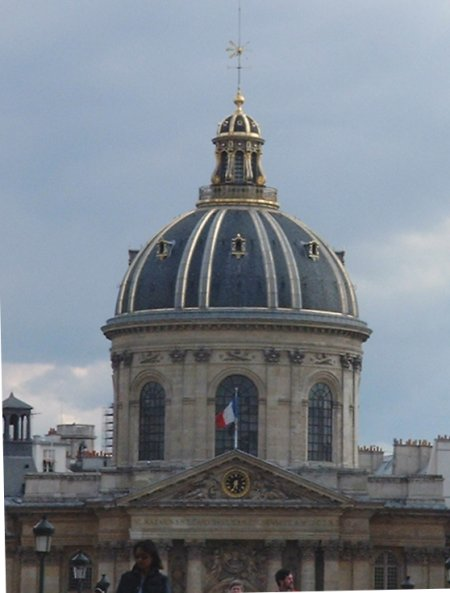
Cúpula do Collège

O Collège des Quatre-Nations (em português Colégio das Quatro Nações) ou Collège Mazarin, é uma edificação barroca na Rive Gauche, com o Louvre na margem oposta do rio Sena, no centro de Paris (6.º arrondissement). Foi projetado e construído de 1662 a 1688 pelo arquiteto francês Louis Le Vau como escola para jovens nobres. É atualmente sede do Institut de France e da Bibliothèque Mazarine.
A construção do Collège foi a última vontade do cardeal e ministro francês de ascendência italiana Jules Mazarin (1602–1661), estabelecendo medidas a serem tomadas para educar de graça em uma academia de cavaleiros anualmente cerca de sessenta jovens nobres das regiões de Artois, Alsácia, Pinerolo e Roussillon, que ficaram de posse da França após o Tratado de Münster em 1648 e o Tratado dos Pirenéus em 1659, como súditos leais do rei francês. Destas quatro regiões ou nações deriva o nome da construção. De acordo com o último de sejo do cardeal, os estudantes foram ensinados na seguinte composição: de Flanders, Artois e Luxemburgo vinte alunos, quinze da Alsácia e quinze de Pinerolo, e dez de Roussillon.
Em 1691 foi alojada na ala leste da escola a biblioteca particular de Mazarin e aberta ao público.
A seu pedido, o cardeal encontrou seu lugar de descanso final na capela do Collège des Quatre-Nations.
Desde 1805 o edifício é, por instigação de Napoleão Bonaparte, sede do Institut de France, fundado em 1795 e antes localizado no Louvre, que juntamente com a Bibliothèque Mazarine também administra a Bibliothèque de l’Institut. Esta última biblioteca, porém, é reservada para os membros das cinco academias representadas na casa e a pesquisadores reconhecidos.

## Alunos
Entre os alunos do Collège constam:
- Jean le Rond d’Alembert, matemático, físico e filósofo
- Jacques-Louis David, pintor
- Charles-Étienne Pesselier, escritor e enciclopedista
- Marquês de Condorcet, filósofo
- Julien Louis Geoffroy, crítico
- Antoine Lavoisier, químico
- Charles Augustin de Coulomb, físico